# Gaston Alibert
Gaston Alibert (født 22. februar 1883 i Paris, død 26. december 1917 smst.) var en fransk fægter, der deltog i to olympiske lege inden første verdenskrig.

## Fægtekarriere
Alibert deltog i OL 1900 på hjemmebane i Paris, og her stillede han op i kårde, hvor han blev nummer syv.
Han deltog igen ved OL 1998 i London, hvor han igen stillede op i kårde. I den individuelle konkurrence var franskmændene fuldstændig overlegne og tog alle tre medaljeplaceringer. Alibert gik sikkert videre i både første og anden runde samt i semifinalen uden at tabe. I finalen, som havde otte deltagere, vandt han som den eneste fem kampe og blev derm d, mens hans landsmænd Alexandre Lippmann og Eugène Olivier samt briten Robert Montgomerie vandt fire. Efter omkamp fik Lippmann sølv og Olivier bronze. I kårdeholdturneringen var franskmændene derfor storfavoritter, og holdet vandt 10-6 over Danmark i kvartfinalen og i semifinalen 11-4 over Storbritannien. Finalen mod Belgien blev en mere tæt affære, hvor franskmændene dog levede op til favoritværdigheden og vandt 9-7. Alibert kæmpede i alle tre runder, mens der var mere rotation blandt de øvrige. I finalen stille franskmændene med de tre individuelle medaljevindere suppleret med Bernard Gravier. De øvrige fægtere på holdet var H. Georges Berger, Charles Collignon og Jean Stern.

## Videre liv
Alibert kæmpede for Frankrig i første verdenskrig, hvor han blev dræbt i 1917.